# Pedro Fernández (cantante)
José Martín Cuevas Cobos, meglio conosciuto come Pedro Fernández (Guadalajara, 28 settembre 1969), è un cantautore e attore messicano.

## Biografia
José Martín Cuevas Cobos è il primo di cinque fratelli. All'età di 6 anni, suo padre José Luis Cuevas lo introdusse alla musica, presentandolo al famoso cantante messicano Vicente Fernández. Questi decise di portarlo con sé a Città del Messico per un provino con la Columbia Records, in seguito fu messo sotto contratto per realizzare il tema musicale del film La niña de la mochila azul (nel quale recitò anche).
Lungo l'adolescenza continuò a registrare nuovi dischi di tenore pop, realizzando anche delle versioni in spagnolo delle canzoni "The Winner Takes It All" degli ABBA ("El ganador") e di "Careless Whisper" dei Wham! ("Absurda Confidencia"), così come ad apparire in varie pellicole messicane. A 15 anni si trasferì definitivamente nella capitale messicana. Tre anni dopo, si sposò con la modella Rebeca Garza Vargas, con cui ha avuto tre figlie: Osmara, Karina Michelle e Gema Guadalupe.
Nel 1985, esordisce nella telenovela messicana Juana Iris, per la quale ottiene l'anno successivo una nomination come "Migliore rivelazione maschile" ai Premios TVyNovelas. Fu poi protagonista di Alcanzar una estrella 2 (1991) e di Buscando el paraíso (1993), che gli valse altre due nomination.
Lungo gli anni 2000, ha vinto tre Latin Grammy Awards e un premio speciale ai Premio Lo Nuestro. Nel 2010 ha anche vinto il premio come Miglior attore ai Premios TVyNovelas.

## Discografia
- 1978 – La niña de la mochila azul
- 1979 – Mama solita
- 1980 – La Mugrosita
- 1981 – Mis 9 Años
- 1981 – Guadalajara
- 1982 – La De Los Hoyitos
- 1982 – Rosa María
- 1983 – Pucheritos
- 1983 – Coqueta
- 1984 – Delincuente
- 1985 – Es un sábado más
- 1986 – El mejor de todos
- 1987 – Querida
- 1989 – Vicio
- 1990 – Por un amigo más
- 1991 – Muñecos de papel
- 1993 – Buscando el paraíso

- 1993 – Lo mucho que te quiero
- 1994 – Mi forma de sentir
- 1995 – Pedro Fernández
- 1996 – Deseos y delirios
- 1997 – Un mundo raro
- 1997 – Tributo a José Alfredo Jiménez
- 1998 – El Aventurero
- 2000 – Yo no fui
- 2001 – Mi cariño
- 2002 – De corazón
- 2006 – Escúchame
- 2008 – Dime mi amor
- 2009 – Amarte a la antigua
- 2010 – Hasta Que el Dinero Nos Separe
- 2012 – No Que No
- 2013 – Cachito de Cielo

## Filmografia

### Cinema
- La niña de la mochila azul (1979)
- Amigo (1980)
- El oreja rajada (1980)
- Mamá solita (1980)
- Allá en la Plaza Garibaldi (1981)
- La niña de la mochila azul 2 (1981)
- La mugrosita (1982)
- Niño pobre, niño rico (1983)
- La Mugrosita (1983)
- Los dos carnales (1983)
- Coqueta (1983)
- La niña de los hoyitos (1984)
- Delincuente (1984)

- Como si fueramos novios (1986)
- Un sábado más (1988)
- Vacaciones de terror (1989)
- Pánico en la montaña (1989)
- Había una vez una estrella (1989)
- Un corazón para dos (1990)
- Trampa infernal (1990)
- Vacaciones de terror 2 (1991)
- Crónica de un crimen (1992)
- Comando de federales 2 (1992)
- El ganador (1992)
- Las mil y una aventuras del metro (1993)
- Derecho de asilo (1993)

### Televisione
- Juana Iris – telenovela (1985)
- Tal como somos – telenovela (1987)
- Alcanzar una estrella 2 – telenovela (1991)
- Buscando el paraíso – telenovela (1993)
- Hasta que el dinero nos separe – telenovela (2009–2010)
- Cachito de cielo – telenovela (2012)
- Hasta el fin del mundo - telenovela (2014-2015)

## Premi e riconoscimenti
- Latin Grammy Awards
  - Miglior album ranchero (2001, nomination nel 2003, 2007, 2008, 2010 e 2012)
  - Miglior canzone messicana (2010 e 2013, nomination nel 2007)
- Premio Lo Nuestro
  - Premio speciale (1999)
  - Miglior album messicano (nomination nel 1996 e 1997)
  - Miglior artista pop maschile (nomination nel 1996)
  - Miglior artista maschile messicano (nomination nel 1997, 1998, 1999, 2001, 2003 e 2011)
  - Miglior artista ranchero (nomination nel 2001, 2003, 2008, 2009, 2010, 2011 e 2012)
- Premios TVyNovelas
  - Miglior attore protagonista (2010)
  - Premio Speciale - Cantante ranchero di fama internazionale (2002)
  - Migliore rivelazione maschile (nomination nel 1986)
  - Miglior giovane attore (nomination nel 1994)
  - Migliore tema musicale (nomination nel 1994 e 2010)
  - Miglior coppia (insieme a Maite Perroni, nomination nel 2013)
  - Miglior bacio (insieme a Maite Perroni, nomination nel 2013)